# Ismael Santiago López López
Ismael Santiago López López (Jaén, 27 de febrer de 1978) és un exfutbolista professional andalús, que ocupava la posició de migcampista. Va ser internacional amb la selecció espanyola sub-18.

## Trajectòria
Després de formar-se al Granada 74 fitxa pel FC Barcelona, amb qui jugaria amb l'equip B a Segona Divisió. La temporada 98/99 recala al Deportivo Alavés, amb qui debuta a la màxima categoria, tot i que només apareix en dos partits. El conjunt basc el cediria al CD Logroñes.
Després de passar pel Granada, a l'estiu del 2000 fitxa pel CF Extremadura. És titular al conjunt extremeny, igual que ho seria amb el Reial Múrcia CF. El conjunt pimentoner aconsegueix l'ascens a la màxima categoria el 2003, en part gràcies als 11 gols de l'andalús. Aquest paper fa que el Reial Betis l'hi incorpore. La temporada 03/04 és suplent amb els bètics, però guadeix de força minuts.
La temporada 04/05 no compta per al conjunt verd-i-blanc, i havent jugat quatre partits, és cedit a l'Elx CF. Entre 2005 i 2007 qualla dues discretes temporades al Xerez CD. La temporada campanya següent retorna al País Valencià, ara a l'Hèrcules CF, on marca sis gols en 32 partits. No continua a l'esquadra hercul·lana i fitxa pels veïns de l'Alacant CF. És titular, però el seu equip baixa a Segona Divisió B.
En total, ha sumat 314 partits i 29 gols entre Primera i Segona Divisió.